# 新界區專線小巴622線
新界區專線小巴622線是香港一條已停辦的新界元朗區專線小巴路線，循環來往洪元路（洪福邨）至朗屏站。

## 歷史
運輸署於2019年7月4日公開招標5組共12條專線小巴路線的經營權，此線與621及623線編為同一組招標，由載通國際旗下權君有限公司投得此組路線經營權，並於2020年3月15日投入服務。
2024年1月28日：取消服務。

## 服務時間及班次
| 洪元路（洪福邨）開 | 洪元路（洪福邨）開 | 洪元路（洪福邨）開 |
| 日期               | 服務時間           | 班次（分鐘）       |
| ------------------ | ------------------ | ------------------ |
| 每日               | 06:00-07:00        | 20                 |
| 每日               | 07:00-09:00        | 15                 |
| 每日               | 09:00-16:30        | 30                 |
| 每日               | 16:30-18:30        | 15                 |
| 每日               | 18:30-21:00        | 30                 |

## 收費
全程：$7.0
- 媽橫路往洪水橋（洪元路）: $5.3

| - 本線大小同價。 - 65歲或以上長者使用長者或個人八達通（包括「樂悠咭」），合資格殘疾人士（包括12歲以下合資格殘疾兒童）使用「殘疾人士身份」個人八達通，以及60至64歲香港居民使用「樂悠咭」繳付車資，均可享有每程$2.0或全費（以較低者為準）的票價優惠。 - 乘客可以現金或八達通於上車時付款，不設找續。 - 每位成人乘客可免費攜帶最多兩名3歲以下而不佔座位的兒童乘客乘車，超額之3歲以下小童必須繳付車費乘車。 - 學生使用學生八達通或學生個人八達通，繳付全程車費時，可享用$3.3的優惠車費。 |

## 行車路線
- 途經：洪元路、洪水橋田心路、洪水橋大街、青山公路－洪水橋段、青山公路－屏山段、媽廟路、宏達路、朗業街、元朗安樂路、媽橫路、青山公路—屏山段、洪天路、洪志路及洪元路。

## 外部連結
- 香港巴士大典上的相关条目：新界專綫小巴622線